# Чемпионат Украины по фигурному катанию на коньках 2004
Чемпионат Украины по фигурному катанию на коньках 2004 года (укр. Чемпіонат України по фігурному катанню на ковзанах 2004) — украинский национальный чемпионат по фигурному катанию сезона 2003—2004.
Спортсмены соревновались в категориях мужское и женское одиночное катание, парное катание и танцы на льду.

## Результаты

### Мужчины
| Место | Имя                 | Город | Сумма баллов | SP | FP |
| ----- | ------------------- | ----- | ------------ | -- | -- |
| 1     | Виталий Данильченко |       |              |    |    |
| 2     | Антон Ковалевский   |       |              |    |    |
| 3     | Николай Бондарь     |       |              |    |    |
| 4     | Алексей Быченко     |       |              |    |    |
| 5     | Валерий Заиков      |       |              |    |    |

### Женщины
| Место | Имя               | Город | Сумма баллов | SP | FP |
| ----- | ----------------- | ----- | ------------ | -- | -- |
| 1     | Галина Маняченко  |       |              |    |    |
| 2     | Ольга Орлова      |       |              |    |    |
| 3     | Ирина Лукьяненко  |       |              |    |    |
| 4     | Людмила Калюжная  |       |              |    |    |
| 5     | Виктория Цмокалюк |       |              |    |    |

### Пары
| Место | Имя                                    | Город | Сумма баллов | SP | FP |
| ----- | -------------------------------------- | ----- | ------------ | -- | -- |
| 1     | Татьяна Волосожар / Пётр Харченко      |       |              |    |    |
| 2     | Юлия Белоглазова / Андрей Бек          |       |              |    |    |
| 3     | Дарья Безкоровайная / Богдан Березенко |       |              |    |    |

### Танцы
| Место | Имя                                | Город | CD1 | CD2 | OD | FD | TFP |
| ----- | ---------------------------------- | ----- | --- | --- | -- | -- | --- |
| 1     | Елена Грушина / Руслан Гончаров    |       |     |     |    |    |     |
| 2     | Юлия Головина / Олег Войко         |       |     |     |    |    |     |
| 3     | Мариана Козлова / Сергей Баранов   |       |     |     |    |    |     |
| 4     | Алла Бекназарова / Юрий Кочерженко |       |     |     |    |    |     |
| 5     | Оксана Пасечная / Евгений Клесчар  |       |     |     |    |    |     |